# 塔爾諾布熱格省
塔爾諾布熱格省（województwo tarnobrzeskie）是波蘭歷史上的一個省，始於1975年。1999年1月1日被併入聖十字省、盧布林省和喀爾巴阡山省。
1998年面積6,283平方公里。人口609,100人。首府塔爾諾布熱格。